# Prodajus bigelowiensis
Prodajus bigelowiensis is een pissebed uit de familie Dajidae. De wetenschappelijke naam van de soort is voor het eerst geldig gepubliceerd in 1982 door Leonard Peter Schultz & Allen.